# وربنون
وربنون (به انگلیسی: Verbenone) با فرمول شیمیایی C۱۰H۱۴O یک ترکیب شیمیایی است. که جرم مولی آن ۱۵۰٫۲۱ g/mol می‌باشد. 